# Centaurea friderici
Centaurea friderici là một loài thực vật có hoa trong họ Cúc. Loài này được Vis. mô tả khoa học đầu tiên năm 1847.